# SIGVTALRM
SIGVTALRM — сигнал на POSIX-сумісних платформах, який посилається в процесу при вичерпанні віртуального таймера. Символьна змінна SIGVTALRM оголошена у заголовному файлі signal.h. Символьні імена для процесів використовуються через те, що їхні номери залежать від конкретної платформи.

## Етимологія
SIG є загальноприйнятий префіксом для назв сигналів. VT (англ. virtual) — віртуальний, ALRM (англ. alarm) — тривога, сигнал будильника.

## Використання
Віртуальний інтервальний таймер може бути встновлений через системний виклик setitimer().
Віртуальний інтервальний таймер виконує відлік часу лише тоді, коли процес є активним. На відміну від нього (невіртуальний) інтервальний таймер, виконує відлік реального часу. Це значить, що на процесі, який знаходиться в стані очікування (спить), віртуальний інтервальний таймер буде зупиненим. 

## Приклад
Програма мовою C, яка активує обробник віртуального таймера через 2 секунди від початку своєї роботи і надалі — через кожні 0.25 секунди:
```
#include
 
<stdio.h>

#include
 
<signal.h>

#include
 
<sys/time.h>

void
 
alarm_handler
(
int
 
sig
)

{

  
printf
(
"vt alarm! %d
\n
"
,
 
sig
);

}

int
 
main
(
int
 
argc
,
 
char
 
*
argv
[])

{

  
signal
(
SIGVTALRM
,
 
alarm_handler
);
     
/* встановлюємо обробник */

  
struct
 
itimerval
 
timer
;

  
timer
.
it_value
.
tv_sec
 
=
 
2
;

  
timer
.
it_value
.
tv_usec
 
=
 
0
;

  
timer
.
it_interval
.
tv_sec
 
=
 
0
;

  
timer
.
it_interval
.
tv_usec
 
=
 
250000
;

  
setitimer
(
ITIMER_VIRTUAL
,
 
&
timer
,
 
NULL
);

  
while
(
1
);

  
// getc(stdin);

  
return
 
0
;

}

```

Якщо нескінчений цикл (while(1);) замінити на введення зі стандартного пристрою з очікуванням (getc(stdin);), то віртуальний інтервальний таймер не спрацює через те, що процес буде перебувати в стані очікування вводу (тобто — процес буде неактивним).